# Kuroshio
Kuroshio (jap. 黒潮町 Kuroshio-chō) – miasto w Japonii, na wyspie Sikoku, w prefekturze Kōchi. Według danych na rok 2020 miejscowość zamieszkiwało 10 262 mieszkańców , a gęstość zaludnienia wyniosła 54,4 os./km².